# Seal the Deal & Let’s Boogie
Seal the Deal & Let’s Boogie ist das sechste Studioalbum der dänischen Metal-Band Volbeat. Es erschien am 3. Juni 2016 über Vertigo Records und erreichte in sieben Ländern Platz eins der jeweiligen Albumcharts.

## Entstehung

### Songwriting
Bereits Ende Juli 2014 erklärte Schlagzeuger John Larsen, dass die Band bereits Ideen für ein neues Studioalbum sammelt. Bis November 2014 hatte Sänger Michael Poulsen nach eigener Aussage etwa zehn Ideen für das Album, die er auf Tournee mit seinem Notebook bzw. seinem Smartphone festhielt. Die Band arbeitete diese Ideen bei den Soundchecks vor den Konzerten weiter aus. Das Komponieren des neuen Albums fiel Michael Poulsen nach eigener Aussage sehr schwer. Für das Album hat er sehr viele Lieder geschrieben, von denen er 25 bis 27 wieder verworfen hat. Den Großteil der Kompositionen machte er dabei zu Hause mit Hilfe eines Kassettenrekorders. Auf Vorschlag eines Freundes arbeitete Poulsen für einige Zeit mit einem Achtspur-Aufnahmegerät, mit dem man das Schlagzeug selber programmieren konnte. Nach etwa einem Monat stellte er dieses Gerät in den Keller, da durch dieses Gerät viel von seiner kreativen Inspiration verloren ging.
Anfangs versuchte Poulsen noch, wie beim Vorgängeralbum, stilistisch unterschiedliche Lieder zu schreiben. Nachdem er feststellte, dass er sehr viele Ideen für einfache, direkte Rocksongs hatte, konzentrierte er sich auf letztere. Die Lieder des neuen Albums sollten darüber hinaus noch mehr Platz für Melodien haben, so dass die Gitarren auf E hochgestimmt wurden und Poulsen in einer höheren Stimmlage singt. Im Mai 2015 ging Poulsen davon aus, dass die Band im November bereit für die Studioaufnahmen wären. Kurz vor Beginn der Aufnahmen gaben Volbeat im November 2015 die einvernehmliche Trennung von ihrem ehemaligen Bassisten Anders Kjølholm bekannt. Für die Nordamerikatournee im Frühjahr 2016 verpflichtete die Band Kaspar Boye Larsen als Bassisten, der zuvor in den Bands Withering Surface und The Kandidate spielte.
Von den zwölf Titeln, die auf dem Album veröffentlicht wurden, handelt es sich bei zweien um Coverversionen. Das Lied Rebound stammt im Original von der US-amerikanischen Punkrock-Band Teenage Bottlerocket auf ihrem Debütalbum Another Way. Die zweite Coverversion ist das Lied Battleship Chains, dass von Terry Anderson geschrieben wurde. Bekanntheit erlangte das Lied im Jahr 1986 durch die US-amerikanische Southern-Rock-Band The Georgia Satellites. Ursprünglich wollte die Band das Lied When the Sky Comes Looking for You von Motörhead covern. Als die Musiker jedoch vom Tod des Teenage-Bottlerocket-Schlagzeugers Brandon Carlisle erfuhren entschieden sie sich gegen diesen Plan.

„Zwei Wochen, nachdem wir Rebound aufgenommen hatten, erreichte uns die Nachricht, dass [Motörhead-Sänger] Lemmy gestorben ist, was uns natürlich geschockt hat.“

### Aufnahmen
Die Aufnahmen für Seal the Deal & Let’s Boogie fanden in den Hansen Studios im dänischen Ribe statt. Studiobesitzer Jacob Hansen fungierte erneut als Produzent, während Gitarrist Rob Caggiano erneut als Co-Produzent auftrat. Caggiano spielte für das Album sowohl Gitarre als auch den Bass ein. Gemischt wurde das Album vom US-Amerikaner Joe Barresi. Laut Rob Caggiano waren die Bandmitglieder von Barresis Arbeit für das Slipknot-Album .5: The Gray Chapter angetan, so dass sie sich für Barresi als Mixer entschieden. Das Mastering übernahm Bob Ludwig, der zuvor schon mit Bands wie Led Zeppelin oder Metallica gearbeitet hatte. Ende Februar 2016 war das Album fertig gemischt.
Erneut sind auf Seal the Deal & Let’s Boogie zahlreiche Gastmusiker zu hören. Bei dem Lied For evigt tritt erneut der Sänger Johan Olsen von der Band Magtens Korridorer auf, der 2007 schon Gastsänger bei dem Lied The Garden’s Tale war. Der Text für For evigt ist in den Strophen in Englisch und im Refrain in Dänisch verfasst. Der Kanadier Danko Jones hat bei dem Lied Black Rose einen Gastauftritt. Für das Lied Goodbye Forever verpflichtete die Band den Harlem Gospel Choir. Weitere Gastmusiker sind Rod Sinclair, der auf dem Album das Banjo spielt, der Slide-Gitarrist Anders Pedersen, sowie die dänische Singer-Songwriterin Mia Maja, die bei einigen Liedern Hintergrundgesänge beisteuert.

### Veröffentlichung
Neben dem regulären Album wurde eine limitierte „Deluxe Edition“ des Albums veröffentlicht. Diese enthält als Bonus die Lieder Slaytan, The Bliss und Black Rose sowie eine Liveversion des Liedes The Devil’s Bleeding Crown, die am 1. August 2015 im dänischen Odense mitgeschnitten wurde. Die „Fanbox“ enthält das Album mit den vier Bonustiteln, drei Patches und ein Poster. Exklusiv bei EMP Merchandising werden dem Album noch ein paar kleine Boxhandschuhe beigelegt. Eine weitere Version des Albums ist exklusiv beim Elektronik-Fachmarkt Saturn im Angebot. Die Version ist identisch mit der „Faxbox“ und enthält zusätzlich ein Volbeat-Autokennzeichen.
Die erste Single The Devil’s Bleeding Crown erschien am 7. April, die zweite Single For evigt am 29. April. Bei For evigt und The Bliss handelt es sich um das gleiche Lied, jedoch sind einige Textstellen von For evigt in Dänisch verfasst. Musikvideos wurden für die Lieder The Devil’s Bleeding Crown, Seal the Deal und Black Rose veröffentlicht.

## Hintergrund
Im Gegensatz zum Vorgängeralbum Outlaw Gentlemen & Shady Ladies folgt das Album Seal the Deal & Let’s Boogie keinem Konzept. Dennoch würde sich ein loser, thematischer roter Faden durch die Lieder des Albums ziehen. Laut Michael Poulsen wird auf dem neuen Album ein Universum von Dämonen besungen, die symbolisch auf dem Albumcover dargestellt werden.

„Wir alle ringen mit unseren eigenen Dämonen, und genau das repräsentiert das Artwork. Deshalb steht der Boxer vorne. Er zeigt: Egal, welche Art von Leben du führst, du hast immer Kämpfe in deinem Inneren auszutragen. Der Titel Seal the Deal & Let’s Boogie lässt sich ebenfalls gut auf das Cover übertragen: Lass uns diesen Kampf austragen, und dann können wir Spaß haben.“

Das Lied Marie Laveau bezieht sich auf die Voodoo-Priesterin, die im 19. Jahrhundert in New Orleans wirkte. Sie galt zu Lebzeiten als eine der einflussreichsten Personen der Stadt. Bis heute existieren zahlreiche Geschichten und Legenden über sie. The Gates of Babylon nimmt Bezug auf die mesopotamische Göttin Ištar. Sie galt als Göttin des Krieges und der Sexualität. Bei Mary Jane Kelly handelt es sich um das fünfte Opfer des Serienmörders Jack the Ripper, der im Herbst 1888 im Londoner Stadtteil Whitechapel mindestens fünf Prostituierte ermordet hat. Der Täter Jack the Ripper wurde nie gefasst, seine Identität ist bis heute unbekannt.

## Rezeption

### Rezensionen
Für Sebastian Kessler vom deutschen Magazin Metal Hammer bilden auf Seal the Deal & Let’s Boogie „lässige Rockabilly-Attitüde, übergroße Rock-Gesten und flirrende Metal-Soli eine gut reingehende Einheit“. Er merkte aber an, dass „man so manche Melodie schon auf einem vorherigen Album gehört zu haben meint“, wofür Kessler sechs von sieben Punkten vergab. Für Ronny Bittner vom deutschen Magazin Rock Hard ist das neue Album „vom Sound und von den Arrangements her gottlob etwas knackiger ausgefallen als der Vorgänger“. Allerdings kritisierte er, dass aber auch „eine Handvoll Lieder mit langweiligen Einton-Riffing irgendwo zwischen Punkrock und Pop rangieren“. Für den „nächsten Waschgang würde Bittner weniger Weichspüler empfehlen“ und vergab 7,5 von zehn Punkten.
Für Dennis Drögemüller vom deutschen Magazin Visions erreicht Volbeats „musikalische Mottoparty“ mit Seal the Deal & Let’s Boogie einen „nicht für möglich gehaltenen Tiefpunkt“. Das Album würde sich nach dem ersten Lied „kaum noch Mühe geben, kein Metal-Schlager zu sein“, wofür Drögemüller das Album mit drei von zwölf Punkten bewertete. Ingo Scheel vom Onlinemagazin laut.de stellte in seiner Rezension fest, dass bei dem Album „künstlerisch kaum etwas hängen bliebe“. Seal the Deal & Let’s Boogie bezeichnete Scheel als „Format-Metal in Schlagernähe für Leute, die BossHoss mit Musik verwechseln und sich zum Junggesellinnen-Abschied eine brennende Billardkugel auf den Arm stechen lassen“.

### Auszeichnungen
Das Album wurde bei der Echoverleihung 2017 in der Kategorie Band international nominiert. Der Preis ging jedoch an Metallica. Die Hörer des dänischen Radiosenders DR P3 wählten For evigt zu ihrem Lieblingslied 2016. Das dänische Magazin Gaffa zeichnete Volbeat als beste dänische Band 2016 aus. Darüber hinaus wurde Seal the Deal & Let’s Boogie als beste Hard-Rock-/Metal-Veröffentlichung und For evigt als dänischer Hit des Jahres ausgezeichnet.

## Kommerzieller Erfolg

### Chartplatzierungen
Das Album stieg auf Platz eins der dänischen, deutschen, finnischen, österreichischen, schwedischen und Schweizer Albumcharts ein. Darüber hinaus erreichte es Platz eins der flämischen Albumcharts in Belgien, Platz zwei in Kanada und Norwegen und Platz drei in den Niederlanden. Platz vier belegte das Album in den US-amerikanischen Albumcharts, wobei von Seal the Deal & Let’s Boogie in der ersten Woche nach der Veröffentlichung rund 51.000 Alben verkauft wurden. In den britischen Albumcharts erreichte das Album Platz 16.
Die vorab ausgekoppelte Single The Devil’s Bleeding Crown stieg auf Platz 81 der deutschen und auf Platz 61 der österreichischen Singlecharts ein. Die zweite Singleauskoppelung For evigt schaffte es in den dänischen Singlecharts auf Platz drei sowie auf Platz 70 der deutschen und Platz 62 der österreichischen Singlecharts, während die dritte Single Seal the Deal in Deutschland Platz 78 und in Österreich erneut Platz 62 erreichte.
| ChartsChartplatzierungen       | Höchstplatzierung | Wochen |
| ------------------------------ | ----------------- | ------ |
| Dänemark (IFPI/Nielsen)        | 1 (144 Wo.)       | 144    |
| Deutschland (GfK)              | 1 (55 Wo.)        | 55     |
| Österreich (Ö3)                | 1 (116 Wo.)       | 116    |
| Schweiz (IFPI)                 | 1 (26 Wo.)        | 26     |
| Vereinigte Staaten (Billboard) | 4 (8 Wo.)         | 8      |
| Vereinigtes Königreich (OCC)   | 16 (1 Wo.)        | 1      |

| ChartsJahrescharts (2016) | Platzierung |
| ------------------------- | ----------- |
| Dänemark (IFPI/Nielsen)   | 3           |
| Deutschland (GfK)         | 10          |
| Österreich (Ö3)           | 7           |
| Schweiz (IFPI)            | 27          |

| ChartsJahrescharts (2017) | Platzierung |
| ------------------------- | ----------- |
| Dänemark (IFPI/Nielsen)   | 9           |

| ChartsJahrescharts (2018) | Platzierung |
| ------------------------- | ----------- |
| Dänemark (IFPI/Nielsen)   | 34          |

| ChartsJahrescharts (2019) | Platzierung |
| ------------------------- | ----------- |
| Dänemark (IFPI/Nielsen)   | 39          |

| ChartsJahrescharts (2020) | Platzierung |
| ------------------------- | ----------- |
| Dänemark (IFPI/Nielsen)   | 69          |

| ChartsJahrescharts (2021) | Platzierung |
| ------------------------- | ----------- |
| Dänemark (IFPI/Nielsen)   | 86          |

### Auszeichnungen für Musikverkäufe
| Land/Region        | Auszeichnungen für Musikverkäufe (Land/Region, Auszeichnung, Verkäufe) | Verkäufe |
| ------------------ | ---------------------------------------------------------------------- | -------- |
| Dänemark (IFPI)    | 6× Platin                                                              | 120.000  |
| Deutschland (BVMI) | 3× Gold                                                                | 300.000  |
| Kanada (MC)        | Gold                                                                   | 40.000   |
| Norwegen (IFPI)    | Platin                                                                 | 30.000   |
| Österreich (IFPI)  | 3× Platin                                                              | 45.000   |
| Schweden (IFPI)    | 2× Platin                                                              | 60.000   |
| Insgesamt          | 2× Gold · 15× Platin ·                                                 | 595.000  |